# 기괴도
"기괴도"(忌怪島)는 2023년 공개된 일본의 영화이다. 메타버스를 주제로 한 일본 공포 영화이다.

## 줄거리
아직도 영매사의 입지가 강력한 외딴 섬. 그곳에서 천재 뇌 과학자 ‘토모히코’는 팀원들과 현실 세계와 똑같은 가상공간을 구성하는 VR 연구, 일명 ‘신세계’ 프로젝트를 진행 중이다. 하지만, 어느 날부터 프로그램에 이유를 알 수 없는 시스템 에러와 버그가 빈번해지기 시작하고 마을 주민들의 불가사의한 죽음이 이어진다. 분간할 수 없는 현실과 가상 사이, 이제까지 없던 새로운 공포가 온다!

## 등장인물

### 주연
- 니시하타 다이고 - 카타오카 토모히코 역
- 야마모토 미즈키 - 소노다 타마키 역

### 조연
- 이코마 리나 - 후카자와 미오 역
- 히라오카 유타 - 야마모토 하루키 역
- 미즈이시 아토무 - 키타지마 코우지 역
- 카와조에 노아 - 미우라 아오이 역
- 오오바 야스마사
- 이노리 키라라
- 요시다 타에코
- 오오타니 린카
- 사사노 타카시
- 토우마 아미 - 카네시로 린 역
- 나다기 타케시
- 이토 아유미

## 수입사
- 도키엔터테인먼트

## 기타
- 주연 니시하타 다이고는 예전에 TBS의 <인간관찰 버라이어티 모니터링> 이라는 방송에 나니와단시 멤버 오오니시 류세이, 타카하시 쿄헤이와 함께 출연한 적이 있는데, 그 때 시미즈 감독이 만든 스토리대로 공포 몰래카메라를 당했다고 한다.